# Harry Hopkins Mk VIII
Harry Hopkins Mk VIII to brytyjski lekki czołg z okresu II wojny światowej.

## Historia
Czołg Mk VIII powstał w zakładach Vickersa jako Light Tank Mark VII revised, czyli wersja ulepszona czołgu Mk VII. Później pojazd otrzymał oznaczenie Mk VIII Harry Hopkins (A25).
Pierwsze trzy prototypy powstały w 1941 roku. Mk VIII posiadał takie same podwozie jak czołg Tetrarch Mk VII, ale inną wieżę i kadłub, oraz mocniejszy pancerz, którego maksymalna grubość wynosiła 38 mm.
Produkcją czołgów zajmowały się zakłady Metro-Cammell, które do momentu zakończenia produkcji w 1944 zbudowały 99 maszyn.
Pierwotnym przeznaczeniem czołgi Mk VIII były jednostki powietrznodesantowe. Wycofano je z ich uzbrojenia w 1950 wraz z rozwiązaniem jednostek szybowców desantowych.

## Pojazdy na podwoziu Mk VIII
- Alecto działo samobieżne uzbrojone w haubicę kalibru 95 mm, nazywane również Harry Hopkins Mk I CS.
- Alecto Mk II (Alecto Recce) pojazdy uzbrojone w armaty kalibru 57 mm.
- Alecto Mk III projekt pojazdu uzbrojonego w haubicę 25 pdr. kalibru 87,5 mm.
- Alecto Mk IV projekt pojazdu uzbrojonego w haubicę 32 pdr. kalibru 114 mm.
- Alecto Dozer spychacze na podwoziu Alecto, przebudowane z dział.

W różnych publikacjach są podawane różne dane taktyczno-techniczne.